# Хоэнварт-Мюльбах-ам-Манхартсберг
Хоэнварт-Мюльбах-ам-Манхартсберг (нем. Hohenwarth-Mühlbach am Manhartsberg) — ярмарочная коммуна (нем. Marktgemeinde) в Австрии, в федеральной земле Нижняя Австрия. 
Входит в состав округа Холлабрун.  Население составляет 1273 человека (на 31 декабря 2005 года). Занимает площадь 43,59 км². Официальный код  —  31021.

## Политическая ситуация
Бургомистр коммуны — Альфред Цайлингер (АНП) по результатам выборов 2005 года.
Совет представителей коммуны (нем. Gemeinderat) состоит из 19 мест.
- АНП занимает 14 мест.
- СДПА занимает 5 мест.